# Batalla de Talcamávida
La  Batalla de Talcamávida fue un enfrentamiento en el marco de la guerra de Arauco, que se desarrolló el día 28 de enero de 1566 y que enfrentó a españoles y mapuches, concluyendo con la victoria de los primeros.

## Antecedentes
Rodrigo de Quiroga recibió el gobierno en junio de 1565 en un momento muy favorable. Los mapuches se encontraban en aparente paz pues estaban quebrantados por la guerra y la viruela, necesitaban reponer sus siembras y acumular provisiones. Así, la región del Maule al Biobío podía considerarse pacificada mientras se lograse contener a los mapuches en la línea del Biobío. Por otra parte, el abandono transitorio de la tasa de los indígenas le atrajo la colaboración de los encomenderos, hizo lo posible para imponer su autoridad sobre los amigos del depuesto Pedro de Villagra y logró atraerse a Lorenzo Bernal del Mercado dándole el cargo de maestre de campo, equivalente al de jefe de Estado Mayor actual.
En este escenario, Quiroga organizó una campaña contra los mapuches al sur del Biobío. Confió los preparativos a Bernal del Mercado, quién enteró en Santiago alrededor de trescientos españoles y ochocientos indios auxiliares. El gobernador despachó por mar los cañones y los bagajes de difícil transporte para desembarcarlos en Concepción, se puso al frente del ejército y partió para el sur llevando a Bernal del Mercado. El 15 de diciembre de 1565 atravesó el Biobío más abajo de la confluencia con el Laja. Allí se reunió con Martín Ruiz de Gamboa, su yerno y teniente general, con ciento diez hombres que había reunido en las ciudades del sur.

## El combate
La campaña empezó por las exhortaciones pacíficas de rigor, que no dieron ningún resultado. Indígenas de la costa se mantenían alzados por lo que, al llegar Quiroga a San Rosendo, en los márgenes del Biobío, dobló hacia la costa atravesando la cordillera de Nahuelbuta por Lincoya (Catiray de Góngora Marmolejo), donde el antiguo fuerte mapuche, el sitio mismo en que en 1563 había sido derrotado y muerto el hijo del gobernador Francisco de Villagra, estaba nuevamente ocupado por feroces guerreros que insultaban y amenazaban a los españoles desafiándolos a pelear.
Algunos de los capitanes españoles querían resueltamente atacar esas posiciones, pero el maestre de campo Bernal de Mercado se opuso resueltamente al asalto del fuerte, y dispuso sólo reconocimientos y escaramuzas que le permitiesen utilizar el fuego de sus cañones y de sus arcabuceros.
De ese modo, el gobernador Rodrigo de Quiroga preparó el ataque, ablandando las posiciones con fuego de artillería y arcabuces. Al atacar, al otro día, constató que los enemigos habían abandonado cautelosamente su fortaleza en la noche y se habían trasladado a las montañas de Talcamávida.
Dirigidos en su búsqueda e internados en aquellas serranías, los españoles fueron atacados el 28 de enero de 1566 por un ejército de guerreros. Los mapuches habían construido trincheras de maderos y piedras obedeciendo a los caudillos Llanganabal, señor del valle de Arauco, Loble y Millalelmo y habían colocado emboscadas en las inmediaciones, distribuyendo el grueso de sus fuerzas para aprovechar todos los accidentes del terreno.
Rodrigo de Quiroga y Bernal del Mercado atacaron de frente las posiciones mapuches, dejando de reserva a Ruiz de Gamboa. Los mapuches soportaron el ataque, al mismo tiempo que una parte de sus fuerzas que se había escondido esperó el paso de los atacantes, para salir del bosque y lanzarse sorpresivamente por ambos flancos sobre la reserva española, que no esperaba el ataque.
Por un momento los mapuches pusieron a la retaguardia en el más serio peligro, hasta que fue socorrida por algunos arcabuceros. Los indios desplegaron en la pelea su valor habitual; pero al fin fueron arrollados por el empuje irresistible de los caballos, y por el estrago que en sus filas hacían las armas de fuego. Finalmente, los aborígenes debieron replegarse a los bosques, donde se ocultaron, duramente perseguidos por Bernal del Mercado.

## Consecuencias
Después de este combate, el suelo quedó sembrado de cadáveres y el ejército siguió su camino hacia Arauco, ahora libre y expedito. Quiroga restableció los fuertes de Arauco y de Cañete, aunque cambiando este último hacia la orilla del mar, en la desembocadura del río Lebu, a fin de poderlo socorrer por mar.
Quiso afianzar los nuevos fuertes con un escarmiento ejemplar a los mapuches, que se habían concentrado de nuevo en la falda oriental de la cordillera de la costa. Bernal del Mercado, al frente de ciento cincuenta hombres, los persiguió hasta las ciénagas de Lumaco, les taló los sembrados, cogió prisioneros a los niños y a las mujeres y mató numerosos indígenas. Esto ocurría a fines de marzo de 1566.